# シトロエン・GT by シトロエン
GT by シトロエン (GT by Citroën) とは、コンピュータゲーム『グランツーリスモ5プロローグ Spec III』で登場する自動車であり、2008年のパリモーターショーで展示されたコンセプトカーである。

## 概要
シトロエンのカーデザイナー・山本卓身と、グランツーリスモシリーズの開発元ポリフォニー・デジタルのコラボレーションで開発された。シトロエンが描く21世紀のスポーツカー像を具現化したもので、東洋の甲冑をモチーフにした前衛的なスタイリングが特徴である。モーターで駆動する電気自動車だが、詳細なパワートレインは一切公表されていない。
このショーカーを限定生産、販売する計画が報じられたが、収益性を理由に中止となった。ただし、実走可能な車両がロンドン市内をデモ走行している。
『グランツーリスモ5プロローグ』のほか、『グランツーリスモ5』、PSP版『グランツーリスモ』、『グランツーリスモ6 』、『グランツーリスモSPORT』や、最新作である『グランツーリスモ7』にも登場する。
『グランツーリスモ5』『グランツーリスモ6』には「GT by シトロエン コンセプト '08」として収録されたほか、ロードカーとして改良された「GT by シトロエン ロードカー」や、レーシングカーとしてモディファイされた「GT by シトロエン レースカー」が収録された。ロードカー・レースカーはいずれもV型8気筒搭載のガソリンエンジン車となっている。
『グランツーリスモSPORT』『グランツーリスモ7』には従来の「GT by シトロエン Road Car」、「GT by シトロエン Race Car (Gr.3)」のほか、新たに「GT by シトロエン Gr.4」がラインナップに加わっている。ただし、ベースとなる「GT by シトロエン コンセプト '08」にあたる車種は収録されていない。
また、ゲームロフトのレースゲーム『アスファルト8:Airborne』（バージョン2.8.0以降）、『アスファルト9:Legends』やユービーアイソフトのレースゲーム『ザ・クルー2』にも収録されており、グランツーリスモシリーズ以外のレースゲームにも収録される例が見られている。